# Economía de Algeciras
La Economía de Algeciras depende fundamentalmente de su puerto, el principal de España y uno de los más importantes del Mediterráneo y de la industria asentada en la Bahía de Algeciras. Dentro del término municipal de Algeciras la implantación de industrias es baja en relación con el resto de la comarca mientras que el sector turístico no representa grandes inversiones a diferencia de las poblaciones vecinas de la Costa del Sol.

## Agricultura
Debido al escaso término municipal que posee Algeciras y a su condición especialmente forestal la superficie dedicada a la agricultura es mínima. Dentro de los cultivos presentes destacan los cereales destinados al forraje con unas 15 hectáreas. Unas 4 hectáreas del municipio son dedicadas al cultivo de árboles frutales de diferentes especies, principalmente tropicales, kakis y guayabos y naranjas.

## Industria

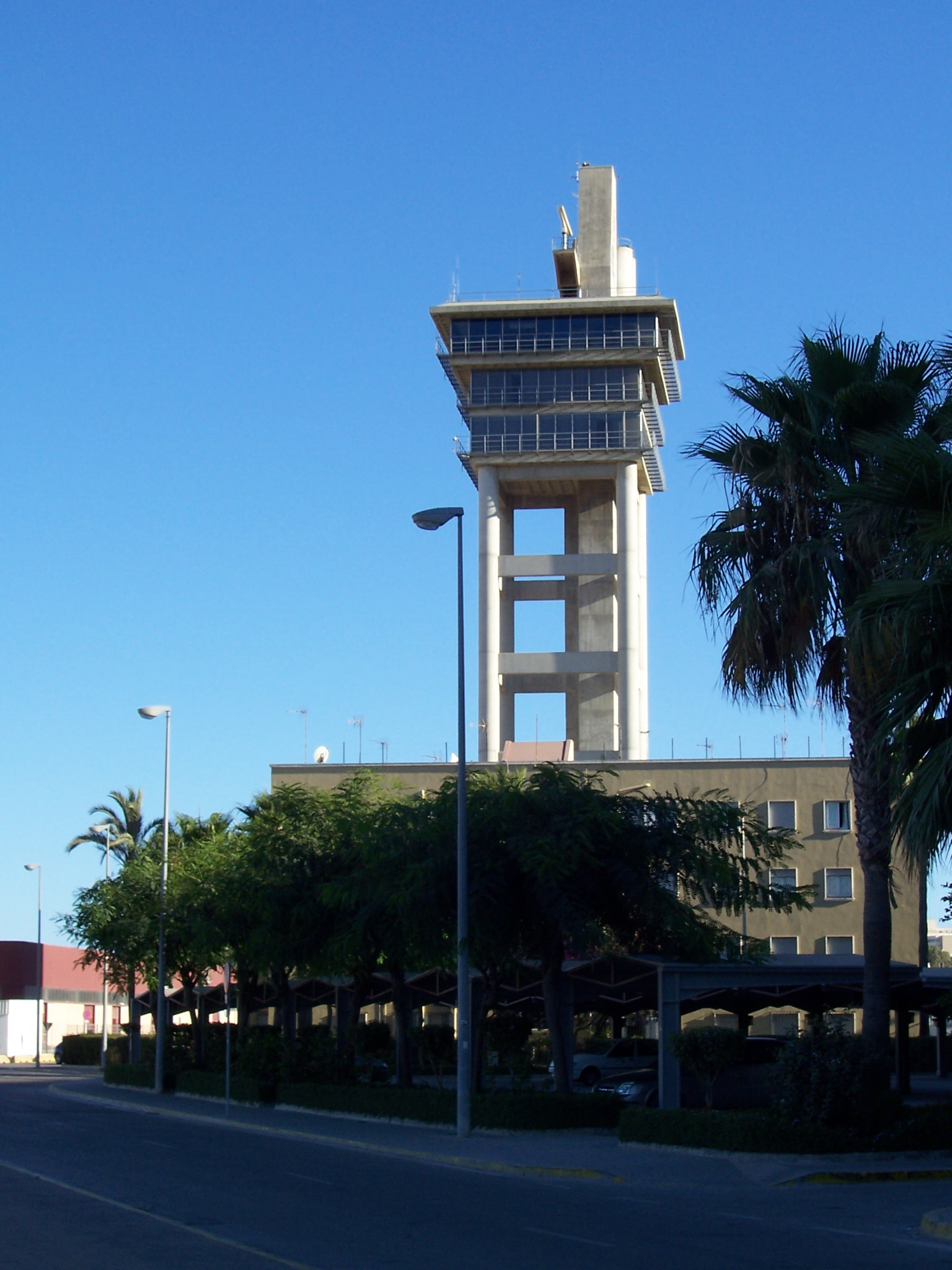
Torre de control del Puerto de Algeciras, llamada Nueva Torre del Espolón.

En el entorno de la comarca campogibraltareña la localidad de San Roque es la que mantiene mayor número de industrias en base sobre todo al polo químico establecido en la zona en los años sesenta. Algeciras es en el ámbito comarcal la segunda ciudad con mayor número de industrias y dentro de las grandes ciudades andaluzas es la cuarta población con mayor cuota de actividades industriales correspondiendo la mayor parte con el sector manufacturero y de transformación de metales.
Existen en la ciudad cuatro grandes polígonos industriales que concentran la mayor parte de las actividades de este sector, son los polígonos de La Menacha, Los Guijos, Las Pilas y Cortijo Real. El más antiguo de estos polígonos, el de Cortijo Real fue creado en 1960 y actualmente tiene una superficie de 599.299 m², mientras que el polígono industrial de La Menacha tiene 361.013 m², Las Pilas 12.996 m², y Los Guijos 96.219 m². Actualmente el espacio disponible para la implantación de nuevas empresas en los diferentes polígonos industriales es insuficiente para la ciudad, por ello a principios de 2009 se suscribió un acuerdo entre el ayuntamiento de la ciudad y la Zona Franca de Cádiz para la creación de un nuevo polígono industrial en la zona denominada Los Pastores.
En el polígono industrial de La Menacha tiene presencia el Parque empresarial Bahía de Algeciras que coordina desde su edificio central, el Edificio Almanzor, las actividades del resto de los polígonos industriales locales y comarcales. Según el Anuario Económico de España 2008 de La Caixa, las empresas industriales de Algeciras están agrupadas en los sectores que configura la tabla adjunta.
| Sector industrial              | Empresas |
| Energía y agua                 | 10       |
| Industria química              | 15       |
| Industria metalúrgica          | 149      |
| Industria manufacturera        | 274      |
| Total                          | 394      |
| Índice de actividad industrial | 274      |

## Pesca

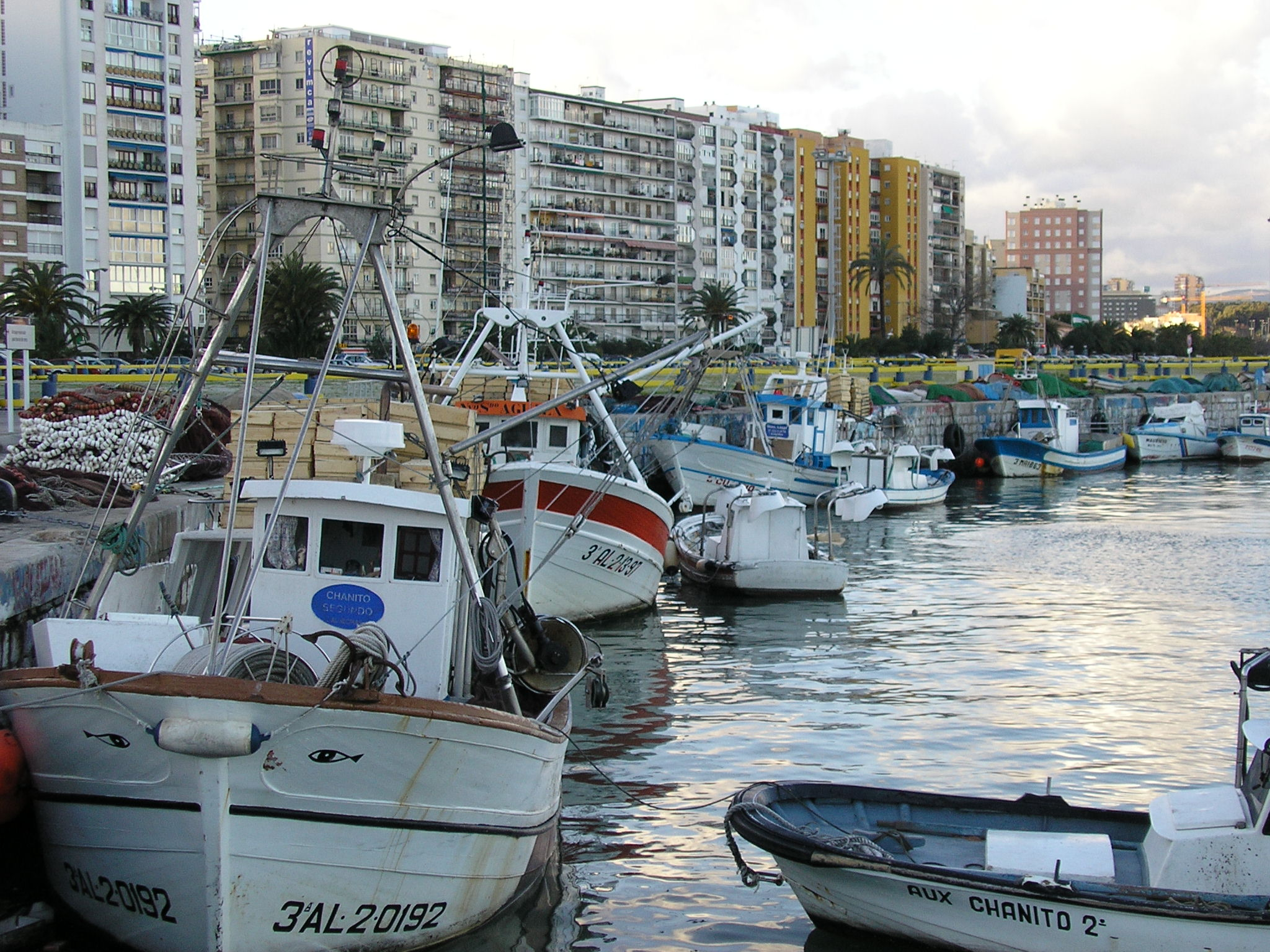
Muelle pesquero.

Tradicionalmente la pesca ha sido una de las actividades económicas más importantes de la ciudad en virtud a la situación de su puerto como lugar de desembarco para productos del mar tanto desde el océano Atlántico como del Mediterráneo. Hoy día tras el agotamiento de los caladeros españoles y los conflictos con Marruecos que impidieron durante los años 90 la pesca en sus costas ha tenido lugar un descenso de la actividad y la pérdida de gran parte de la flota local. De este modo son 347 los barcos registrados en Algeciras durante 2001.
Es la Cofradía de Pescadores de Algeciras el órgano encargado de gestionar las instalaciones de la lonja situada en el muelle de La Galera. Las ventas en estas instalaciones no corresponde solamente a los productor extraídos por la flota local sino que el puerto de Algeciras es también receptor de productos congelados importados desde otras partes del mundo. En 2001 la venta total en lonja de derivados del mar, tanto frescos como congelados ascendió a 6.947 toneladas.

## Construcción
El sector de la construcción en Algeciras ha sido durante los primeros años del presente siglo el que más fuertemente ha crecido manteniendo el desarrollo empresarial local contrarrestando a otras actividades que claramente han ido en retroceso. Se considera que dentro del sector la mayor cuantía de obras ha correspondido a la construcción de viviendas libres si bien es cierto que la construcción de viviendas protegidas ha tenido cifras medianamente importantes.

## Comercio
La ciudad posee el mayor número de licencias y superficies comerciales de la comarca si bien el crecimiento en el número de estas licencias es de los menores en la última década. Actualmente es el sector económico que emplea a un mayor número de trabajadores siendo la mayoría de los establecimientos minoristas con un número de trabajadores menor a cinco. El Anuario Económico de España 2008 de La Caixa establece para Algeciras la siguiente distribución de la actividad comercial.
| Sector comercial                                                       | Empresas |
| Oficinas bancarias 2008: Bancos (28), Cajas de ahorro (42) , otras (2) | 72       |
| Empresas comerciales mayoristas                                        | 523      |
| Materias primas, bebidas y tabaco                                      | 292      |
| Textiles, calzado y cuero                                              | 27       |
| Farmacia, droguería y perfumería                                       | 41       |
| Artículos de consumo duradero                                          | 53       |
| Productos industriales                                                 | 72       |
| Comercio al por mayor productos varios                                 | 38       |
| Empresas comerciales minoristas                                        | 3113     |
| Pequeño comercio de alimentación                                       | 956      |
| Supermercados                                                          | 74       |
| Vestido y calzado                                                      | 477      |
| Complementos del hogar                                                 | 413      |
| Comercios varios sin especificar                                       | 415      |
| Comercios mixtos                                                       | 346      |
| Hipermercados                                                          | 3        |
| Almacenes populares                                                    | 23       |
| Venta ambulante en mercadillos                                         | 160      |
| Comercios mixtos                                                       | 346      |
| Establecimientos de bares y restauración                               | 935      |
| Índice actividad comercial                                             | 346      |

## Turismo
Algeciras cuenta con una gran cantidad de plazas hoteleras situándose en la quinta posición dentro de las grandes ciudades andaluzas y la primera dentro de la comarca. Estas plazas hoteleras corresponden en su mayoría a hoteles de dos estrellas y pensiones. El número de turistas y de pernoctaciones en la ciudad se encuentra actualmente en claro aumento siendo especialmente importante el número de viajeros procedentes de otros lugares de España en relación con los extranjeros. Dentro de los visitantes españoles la mayoría proceden de la propia Comunidad autónoma andaluza; respecto al resto de España destaca la presencia de turistas originarios de la Comunidad de Madrid por delante de Cataluña, Comunidad valenciana y Murcia. A pesar de estos datos puede considerarse a Algeciras como una ciudad de paso correspondiendo la mayoría de las pernoctaciones en la ciudad a viajeros a la espera de realizar el paso del Estrecho de Gibraltar o con destino a otras poblaciones cercanas de la Costa del Sol. 
La Fundación municipal de Turismo, dependiente del Ayuntamiento de la ciudad, tiene su sede en el Centro Universitario Rafael Pérez de Vargas y cumple las funciones de promover el desarrollo turístico de la ciudad coordinando la concesión de ayudas a cuantos proyectos e iniciativas puedan surgir dentro del sector turístico.  Actualmente la Fundación municipal de Turismo cuenta con un gran número de proyectos encaminados a aumentar la oferta turística de la ciudad, entre los más importantes cabe destacar la restauración de las murallas medievales de la ciudad o del Teatro Municipal Florida junto a la Consejería de Cultura de la Junta de Andalucía entre otras instituciones.

## El Puerto

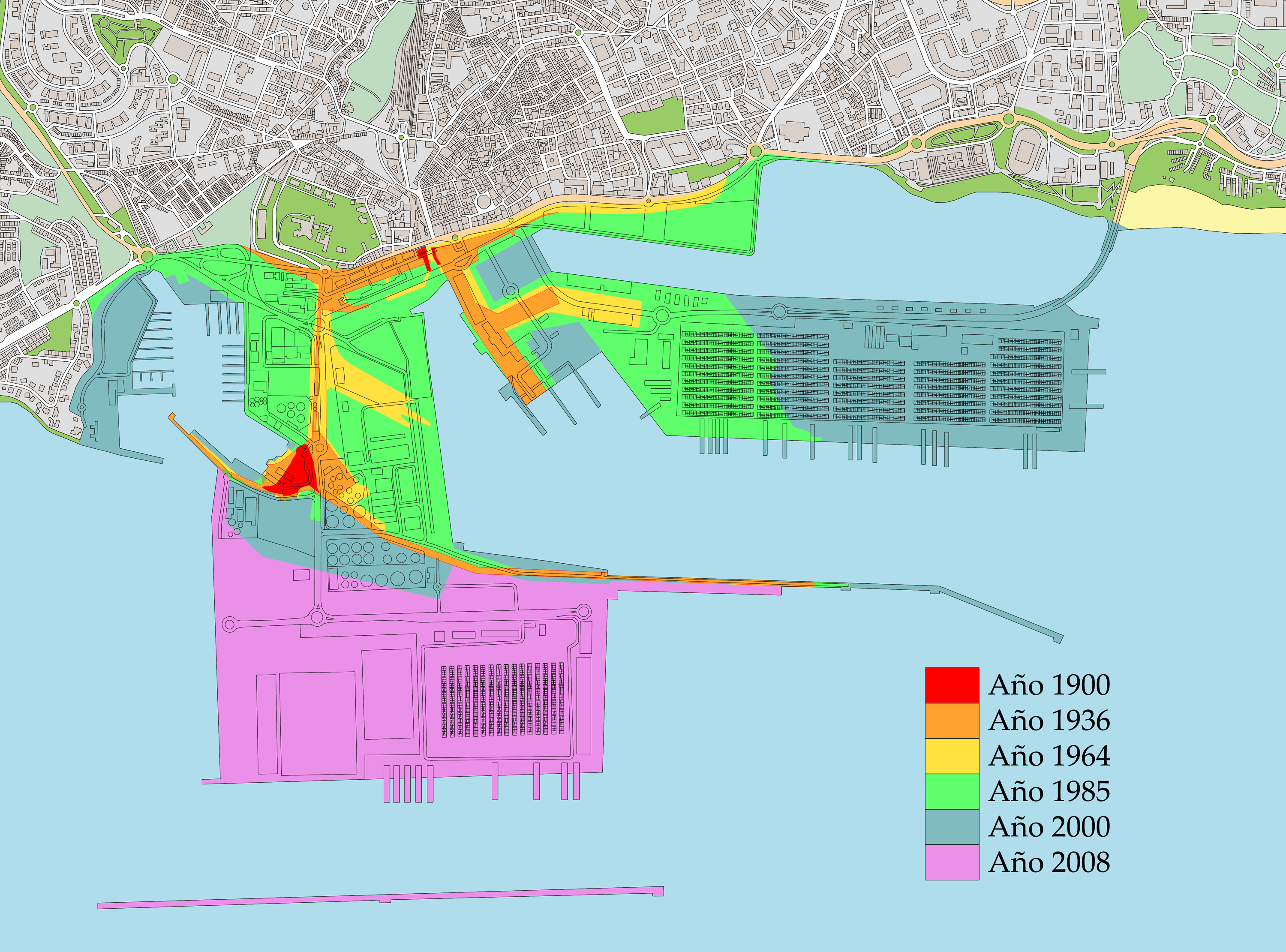
Evolución del puerto de Algeciras a lo largo del tiempo.

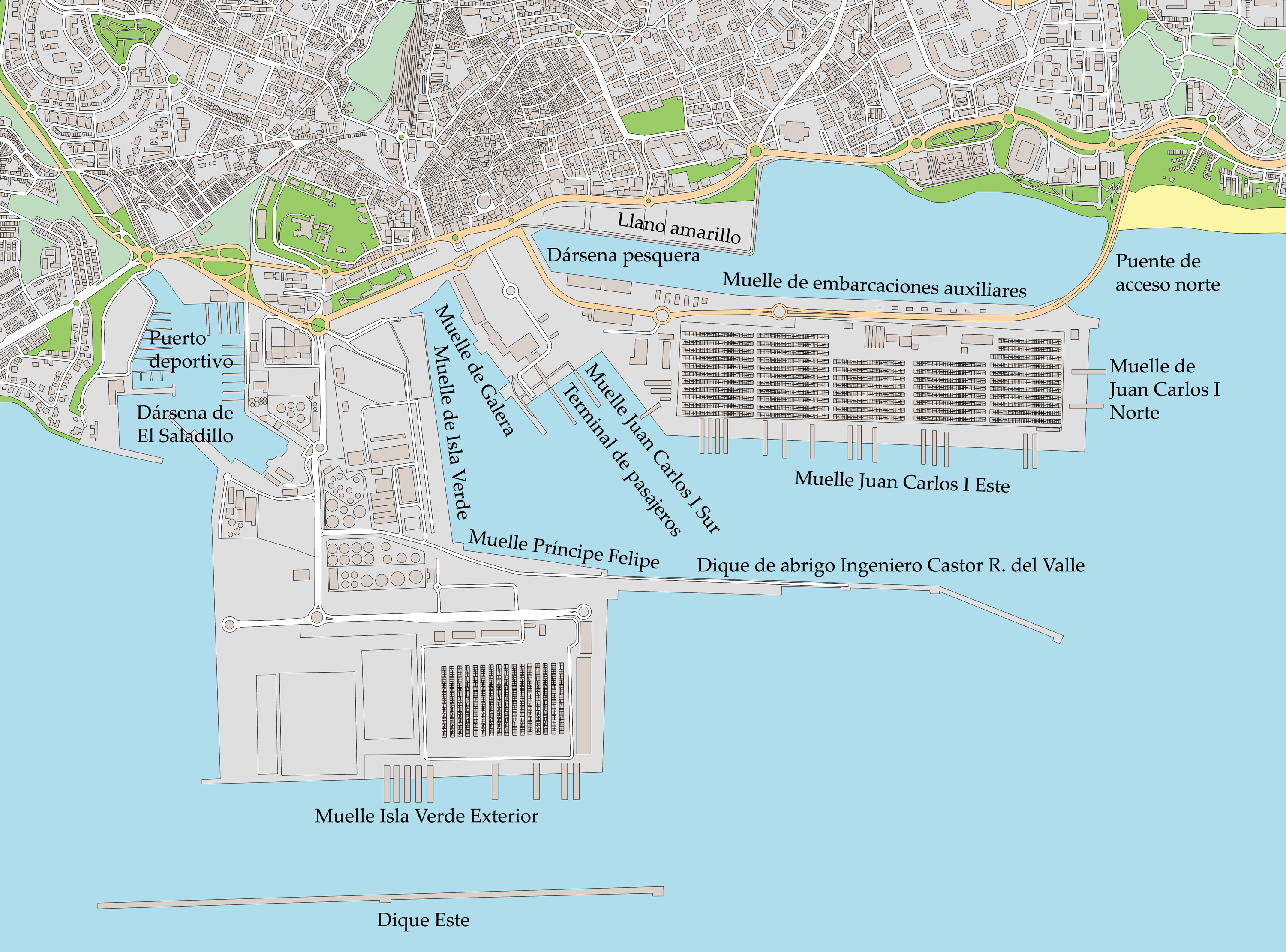
Puerto de Algeciras, instalaciones portuarias con la ampliación de Isla Verde Exterior.

El principal motor económico de la ciudad es sin duda su puerto. El puerto de Algeciras, gestionado por la Autoridad Portuaria de la Bahía de Algeciras, es actualmente el principal puerto de España en tráfico total de mercancías con un movimiento de 74'8 millones de toneladas durante 2008. En este año de 2008 el tráfico de contenedores ascendió a 3'3 millones de teus, el de graneles líquidos a 20'5 millones de toneladas y 1.6 millones de toneladas de graneles sólidos, procedentes estas mercancías principalmente del este de Sudamérica y Asia. Estas cifras son reflejo de la estratégica posición de este puerto y sus buenas condiciones de calado que permiten el atraque de cualquier tipo de barco de transporte.
Las instalaciones portuarias tienen su germen en la Junta de obras del puerto creada en 1906. A lo largo de los años su crecimiento ha permitido que paulatinamente su capacidad de almacenaje y organización crecieran superando a otros puertos peninsulares. Durante los primeros años del siglo XXI, sin embargo, la construcción en el norte de África del puerto Tánger-Med ha supuesto una fuerte competencia que ha provocado el desvío de mercancías por parte de grandes compañías al puerto marroquí. Esta circunstancia puede provocar a corto plazo la pérdida del liderazgo del puerto algecireño en el total de España. Con el objetivo de paliar estas pérdidas de tráfico se están actualmente ampliando las instalaciones de Isla Verde exterior con la nueva terminal de contenedores construida por Acciona para la sociedad TTIA (Total Terminal International Algeciras) constituida por la empresa coreana Hanjin Shipping que permitirá una ampliación de 292.910 m² para 2010 y un gran aumento en el tráfico de mercancías con la llegada de Hanjin. De este modo el futuro del puerto algecireño se ve garantizado con la apertura de nuevas rutas y la entrada de mercancías desde Corea del Sur.
Entre los déficits del puerto que pueden afectar a su competitividad destaca especialmente la falta de infraestructuras que comuniquen Algeciras con las principales ciudades de España. En este contexto se enmarcan varias propuestas de comunicación ferroviaria que de cumplirse pueden permitir la mejor distribución de mercancías hacia el norte de Europa. Por ejemplo FERRMED es una institución constituida entre otras muchas empresas por la Autoridad portuaria de la Bahía de Algeciras con el objetivo de crear un eje ferroviario de mercancías desde Algeciras a Estocolmo conectando los principales puertos mediterráneos con los más importantes centros industriales de Francia, Alemania, Países Bajos y países escandinavos.